# 1108 Demeter
Az 1108 Demeter (ideiglenes jelöléssel 1929 KA) a Naprendszer kisbolygóövében található aszteroida. Karl Wilhelm Reinmuth fedezte fel 1929. május 31-én, Heidelbergben.